# Valérie Lemercier
Valérie Lemercier (sinh ngày 9 tháng 3 năm 1964) là nữ ca sĩ, nữ diễn viên, người viết kịch bản và nữ đạo diễn người Pháp.

## Cuộc đời và Sự nghiệp
Chị sinh tại Dieppe, Pháp, và lớn lên ở Gonzeville. Chị học ở Conservatoire Rouen - một trường múa, nhạc và kịch. Lemercier bắt đầu sự nghiệp diễn viên từ năm 1988, trong loạt phim truyền hình Palace. Lemercier đã đoạt 2 giải César cho nữ diễn viên phụ xuất sắc nhất cho các vai diễn trong phim Les Visiteurs (1994) và phim Fauteuils d'orchestre (2007).
Chị phát hành album nhạc đầu tiên Valérie Lemercier chante năm 1996, và sau đó đã thâu ba bản đơn với các ca sĩ khác.

## Danh mục phim
- Milou en mai (1990)
- Après après-demain (1990)
- L'Opération Corned-Beef (1991)
- Le Bal des casse-pieds (1992)
- Sexes faibles! (1992)
- Les Visiteurs (1993)[1]
- La Cité de la peur (1994)
- Casque bleu (1994)
- Sabrina (1995)
- Quadrille (1997)
- Le Derrière (1999)
- Tarzan (1999)
- Vendredi soir (2002)[2]
- RRRrrrr!!! (2004)
- Narco (2004)
- Palais Royal! (2005)[3]
- Fauteuils d'orchestre (2006)[4]
- Arthur et les Minimoys (2006)
- Le Héros de la famille (2006)
- L'Invité (2007)
- Musée haut, musée bas (2008)
- Agathe Cléry (2008)

### Truyền hình
- Palace (1988)
- Samedi soir en direct (1 episode, 2003)

## Sân khấu
- Valérie Lemercier au Splendid, Théâtre du Palais-Royal (1989)
- Un fil à la patte, Théâtre du Palais-Royal (1989)
- Valérie Lemercier au Théâtre de Paris (1995-1996)
- Folies Bergère (2000)
- Valérie Lemercier au Le Palace (Paris) (2008)

## Đĩa hát
- Valérie Lemercier chante (1996)
- J'ai un mari - duet with Pascale Borel (2006)
- Pourquoi tu t'en vas? - duet with Christophe Willem (2007)
- Peter and the Wolf (Narrator) (2007)
- Le Coup de soleil - duet with Vincent Delerm (2007)

## Giải thưởng
- Giải César cho nữ diễn viên phụ xuất sắc nhất - Les Visiteurs (1994)
- Giải César cho nữ diễn viên phụ xuất sắc nhất - Fauteuils d'orchestre (2007)